# NGC 509
NGC 509 este o galaxie lenticulară, posibil spirală barată, situată în constelația Peștii. A fost descoperită în 1 octombrie 1864 de către Albert Marth.